# Artashes Minasian
Artashes Minasian (21 de janeiro de 1967) é um jogador de xadrez da Armênia com diversas participações nas Olimpíadas de xadrez. Minasian participou de todas as edições entre 1992 e 2008, e conquistou a medalha de ouro em Turim (2006) e Dresden (2008), jogando no segundo tabuleiro reserva e primeiro tabuleiro reserva, respectivamente, e três de bronze (Manila (1992), Bled (2002) e Calvia (2004)).